# مجلس مصممي الأزياء في أمريكا
مجلس مصممي الأزياء في أمريكا ( CFDA )، الذي أسسته الإعلامية إليانور لامبرت عام 1962،  ومقره مانهاتن، هو اتحاد تجاري غير ربحي، يضم في عضويته أكثر من 450 مصمم أزياء وإكسسوارات أمريكيين. تعمل المنظمة على تعزيز مشاركة المصممين الأمريكيين في الاقتصاد العالمي.
بالإضافة إلى استضافة جوائز الأزياء السنوية لمجلس مصممي الأزياء في أمريكا (CFDA)، يُطوّر المجلس مواهب التصميم الأمريكية الواعدة من خلال المنح الدراسية والموارد في المدارس الثانوية والجامعات ومعاهد الدراسات العليا. كما يوفّر التمويل وفرص العمل للمصممين العاملين. ومن خلال مؤسسة CFDA، يُشارك المجلس في أنشطة خيرية مُتنوعة.

## التاريخ
كان أول رئيس لمجلس مصممي الأزياء في أمريكا هو سيدني راغ (1962-1965).  ومن الأعضاء المؤسسين بيل بلاس، ودونالد بروكس، وبيتي كارول، وجين ديربي، ولويس إستيفيز، وديفيد إيفينز، ورودي جيرنريتش، وهيلين لي، وباد كيلباتريك، وجان لويس، وجون مور، ونورمان نوريل، وسيلفيا بيدلار، وسارمي، وأرنولد سكاسي، وأديل سيمبسون، وغوستاف تاسيل، وبولين تريجير، وسيدني راج، وبن زوكرمان.   
شغلت ديان فون فورستنبرغ منصب رئيس مجلس الإدارة لمدة 13 عامًا من عام 2006 حتى عام 2019، وتبعها توم فورد لمدة ثلاث سنوات.  اعتبارًا من يناير 2023، أصبح توم براون رئيسًا لمجلس إدارة المجموعة. يشغل ستيفن كولب منصب الرئيس التنفيذي منذ عام 2006.

## جوائز مجلس مصممي الأزياء في أمريكا للأزياء
تأسست جوائز CFDA للأزياء عام 1980، ومُنحت أولى جوائزها عام 1981. تُكرّم هذه الجوائز وتُبرز التميز في تصميم الأزياء.  ويُشار إليها أحيانًا باسم "جوائز الأوسكار للأزياء". في عام 1997، بدأت جوائز CFDA للأزياء بضمّ مصممين ناشئين.  
تقدّم الترشيحات نقابةُ الأزياء، وهي مجموعة تضم أكثر من 1500 عضو في مجلس مصممي الأزياء في أمريكا بما في ذلك محرري الموضة وتجار التجزئة والمصممين. يُحدّد الفائزون بالجوائز عن طريق التصويت وبُعلن عنها في فعالية سنوية تقام في مانهاتن.
رعت أمازون فاشن الحدث عاميّ 2022 و2023. 

## البرامج
يسعى مجلس مصممي الأزياء في أمريكا إلى تنفيذ مجموعة من البرامج التي تستهدف المصممين والطلاب والصناعة على نطاق واسع.
تتضمن البرامج الحالية والحديثة ما يلي:
للمصممين:
- صندوق مجلس مصممي الأزياء في أمريكا/فوغ للأزياء
- منحة جينيسيس أوز للتصميم والابتكار للأميركيين الآسيويين والمحيط الهادئ (CFDA)
- صندوق الأزياء المعاد تصميمها CFDA x eBay
- جائزة مصممي المجوهرات من تيفاني آند كو والمجلس

للطلاب:
- صندوق المنح الدراسية المقدم من المجلس

### الموضة تستهدف سرطان الثدي
تهدف مبادرة الموضة تستهدف سرطان الثدي ® (FTBC)، وهي مبادرة خيرية تابعة لمؤسسة CFDA/CFDA، إلى زيادة الوعي العام وجمع الأموال لقضية سرطان الثدي.
ابتكر رالف لورين اسم ورمز "الموضة تستهدف سرطان الثدي"، ثم عُهد به لاحقًا إلى مؤسسة مجلس مصممي الأزياء في أمريكا (CFDA). عُرضت مبادرة "الموضة تستهدف سرطان الثدي" لأول مرة في الولايات المتحدة في ربيع عام 1994 خلال أسبوع الموضة في نيويورك، وأُطلقت رسميًا في سبتمبر 1994 في حفل استقبال خاص استضافته السيدة الأولى آنذاك هيلاري كلينتون بالبيت الأبيض. خلال هذه الحملة الأولية، بِيعَ 400 ألف قميص من قمصان "الموضة تستهدف سرطان الثدي"، وجُمِعَ مليونا دولار لدعم مركز نينا هايد لصحة الثدي في مركز لومباردي للسرطان في المركز الطبي بجامعة جورج تاون. 
منذ عام 2011، يُطلق المجلس حملة سنوية للترويج للمبادرة، ويتعاون مع مشاهير الموضة. في عام 1017، تعاونت فابلتيكس مع مؤسسة "فاشون تارجتس بريست كانسر" لإنتاج مجموعة ملابس رياضية. سيُخصص جزء من مبيعات هذه المجموعة لدعم جهود الكشف عن سرطان الثدي وعلاجه. 

## روابط خارجية
- الموقع الرسمي

40°43′35″N 73°59′42″W / 40.726267°N 73.995138°W